# Maëva Danois
Pour les articles homonymes, voir Danois (homonymie).
Maëva Danois (née le 10 mars 1993 à Caen) est une athlète française, spécialiste du 3 000 mètres steeple, du cross-country, du trail et de la course en montagne.

## Biographie
Maeva Danois est une spécialiste du 3 000 m steeple qui s’entraîne à l’Institut national du sport, de l’expertise et de la performance (INSEP) à Paris sous la houlette de Bruno Gajer et Adrien Taouji depuis 2014. 
Elle détient le record de France Espoirs du 3 000 m steeple en 9 min 40 s 89, un temps établi en 2015 à Tallinn à l’occasion des Championnats d'Europe espoirs d'athlétisme 2015 où elle obtenait la médaille d’argent. Également adepte du cross-country, elle a participé en 2015 aux championnats d’Europe de la discipline à Hyères dans la catégorie Espoirs, obtenant la médaille d’argent par équipe.
En 2016, elle était sacrée vice-championne de France Elite du 3 000 m steeple en plein air, à Angers et a participé aux Championnats d'Europe d'Amsterdam, terminant 11e de sa série.
Lors des championnats de France 2017 à Marseille, elle ajoute deux nouvelles médailles nationales à son palmarès. Elle décroche tout d'abord le titre sur 3 000 mètres steeple avant de clore son championnat par une médaille de bronze sur 1 500 mètres.
En 2021, elle boucle son premier marathon de Paris en 2 h 45 min 08 s. Elle se classe première française de cette édition du marathon de Paris.
En 2022 elle devient championne de France par équipe sur le duathlon pour ensuite s'orienter vers le trail et la course en montagne en représentant la France lors de la finale des Golden Trail Series.

## Palmarès

### International
| Date | Compétition                    | Lieu    | Résultat          | Épreuve         | Performance   |
| ---- | ------------------------------ | ------- | ----------------- | --------------- | ------------- |
| 2015 | Championnats d'Europe espoirs  | Tallinn | Médaille d'argent | 3 000 m steeple | 9 min 40 s 61 |
| 2015 | Championnats d'Europe de cross | Hyères  | Médaille d'argent | Par équipes     |               |

### National
- Championnats de France d'athlétisme :
  - Vainqueur du 3 000 m steeple en 2017
  - Médaillée d'argent sur 3 000 m steeple en 2016
  - Médaillée de bronze sur 1 500 m en 2017